# Notoxus beameri
Notoxus beameri es una especie de coleóptero de la familia Anthicidae.

## Distribución geográfica
Habita en Nuevo México (Estados Unidos).